# Conversor de señal analógica a digital
Un conversor o convertidor de señal analógica a digital (Conversor Analógico Digital, CAD; Analog-to-Digital Converter, ADC) es un dispositivo electrónico capaz de convertir una señal analógica, ya sea de tensión o corriente, en una señal digital mediante un cuantificador y codificándose en muchos casos en un código binario en particular. Este código es la representación unívoca de los elementos, donde cada valor numérico binario corresponde a un único valor de tensión o corriente.

Procesos de la conversión A/D.

En la cuantificación de la señal se produce pérdida de la información que no puede ser recuperada en el proceso inverso, es decir, en la conversión de señal digital a analógica y esto se debe a que se truncan los valores entre dos niveles de cuantificación. A mayor cantidad de bits, mayor resolución y por lo tanto menor información perdida. 
Se utiliza en equipos electrónicos como computadoras, grabadores de sonido y de vídeo, y equipos de telecomunicaciones.

## Funcionamiento

### Muestreo
Es el proceso de tomar muestras de la señal a intervalos periódicos. Es una modulación por amplitud de pulsos PAM. Matemáticamente se expresa como: 
{\displaystyle {x}_{s}(t)=x(t){\sum }_{k=0}^{n}P(t-k{T}_{s})={\sum }_{k=0}^{n}x(k{T}_{s})P(t-k{T}_{s})}
Donde:
- {\displaystyle {x}_{s}(t)} es la señal muestreada;
- {\displaystyle {\sum }_{k=0}^{n}P(t-K{T}_{s})} es un tren de pulsos de periodo {\displaystyle {T}_{s}};
- {\displaystyle x(t)} es la señal a muestrear.

En un circuito se puede implementar mediante una llave electrónica (como lo puede ser un transistor JFet) y capacitor para retención o mediante un circuito multiplicador implementado con amplificadores operacionales.

### Cuantificación y codificación
En general el proceso de cuantificación y codificación es realizado en el mismo paso salvo que se necesite realizar una codificación específica.

## Tipos de conversores usuales

### Conversor o convertidor de aproximaciones sucesivas
Es el empleado más comúnmente cuando se requieren velocidades de conversión entre medias y altas del orden de algunos microsegundos a décimas de microsegundos. Usa un comparador para estrechar sucesivamente un rango que contenga el voltaje de entrada. En cada paso sucesivo, el conversor compara el voltaje de entrada con la salida de un conversor de digital a analógico interno, que puede representar el punto medio del rango de voltaje seleccionado. Por cada paso en este proceso, la aproximación se guarda en un registro de aproximación sucesiva (SAR por sus siglas en inglés). 
Por ejemplo, se considera un voltaje de entrada de 6,3V, y el rango inicial es de 0 a 16V. En el primer paso, la entrada de 6,3V se compara con 8V (el punto medio del rango 0–16V). El comparador informa de que el valor de entrada es menor de 8V, así que el SAR se actualiza para estrechar el rango a 0–8V. En el segundo paso, el voltaje de entrada se compara con 4 (punto medio de 0–8). El comparador informa de que el voltaje de entrada está por encima de 4V, así que el SAR se actualiza para reflejar que el voltaje de entrada está en el rango 4–8V. En el tercer paso, el voltaje de entrada se compara con 6V (punto medio en el rango 4–8V). El comparador informa de que el voltaje de entrada es mayor que 6V, y el rango de búsqueda se convierte en 6–8V. Los pasos continúan hasta que se consigue la resolución deseada.

### Conversor o convertidor de rampa
Se emplea en aquellos casos en los que no se requiere una gran velocidad pero es importante conseguir una buena linealidad. Este conversor produce una onda de sierra que sube o baja y regresa rápidamente a cero. Cuando comienza la subida o la bajada (con la «rampa»), un temporizador empieza a contar. Cuando el voltaje de la rampa alcanza el voltaje de entrada, se dispara un comparador, y se graba el valor del temporizador. 
Este tipo de convertidores necesitan el menor número de transistores. El tiempo de la rampa es sensible a la temperatura porque el circuito que genera la rampa es a menudo un simple oscilador. Para esto hay dos soluciones: utilizar un contador con reloj que conduce un conversor digital a analógico y luego usar el comparador para preservar el valor del contador; o calibrar la rampa cronometrada. Una ventaja del conversor de rampa es que para comparar una segunda señal sólo se requiere otro comparador y otro registro para almacenar el valor de la tensión.

### Conversor o convertidor doble-rampa
Para aumentar la precisión de los convertidores de rampa simple, se efectúa una doble integración, que permita eliminar los errores que causan las variaciones de la capacidad C y las fluctuaciones de frecuencia, se consigue además una mayor insensibilidad a las tensiones parásitas que contiene la entrada Vx.
El principio de funcionamiento de un convertidor A/D de doble rampa, consiste en efectuar una primera integración de Vx durante un tiempo constante y efectuar después una segunda integración de una tensión de referencia, hasta alcanzar nuevamente el nivel inicial.